# 皮埃尔·科瓦奇
皮埃尔·科瓦奇（德語：Pierre Kovacs，1958年6月22日—），瑞士男子赛艇运动员。他曾代表瑞士参加世界赛艇锦标赛，获得一枚金牌和一枚铜牌，均来自男子轻量级四人单桨无舵手项目。